# 大地懶科
大地懶科（學名：Megatheriidae）是一科已滅絕的地懶，在大約23百萬年前至11000年前生活，存活了大約2289萬年。
巨大的大地懶及泛美地懶等是此科物種於約30百萬年前的漸新世後期開始才出現在南美洲大陸上，而較早期的此科物種，如較細小的中新地懶（Hapalops）則只有約1.2米高左右。過去曾被認為是此科的懶獸現在則被分到懶獸科（Nothrotheriidae）內。
從這些地懶的骨架結構中可顯示出部份物種非常巨型：牠們擁有粗壯的骨骼，更見粗壯的關節部份（特別是後腳）則提供強大的承托力去支撐四肢，加上牠們的體型及巨爪，使牠們足以抵禦不同捕獵者的攻擊。
最先扺達北美的此科物種為泛美地懶，早於2.2百萬年前便經過剛形成的巴拿馬陸橋進駐。重達5噸的體型，6米的體長及足以觸以5.2米的身高，比一般非洲森林象還要高大。

## 分類

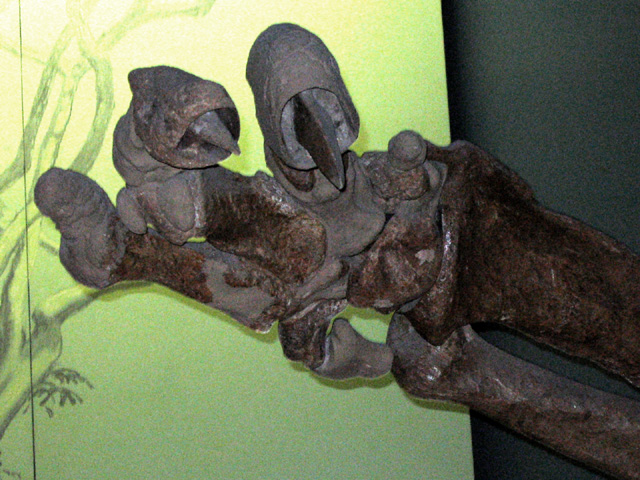
手部的近觀，可清楚看見呈爪狀

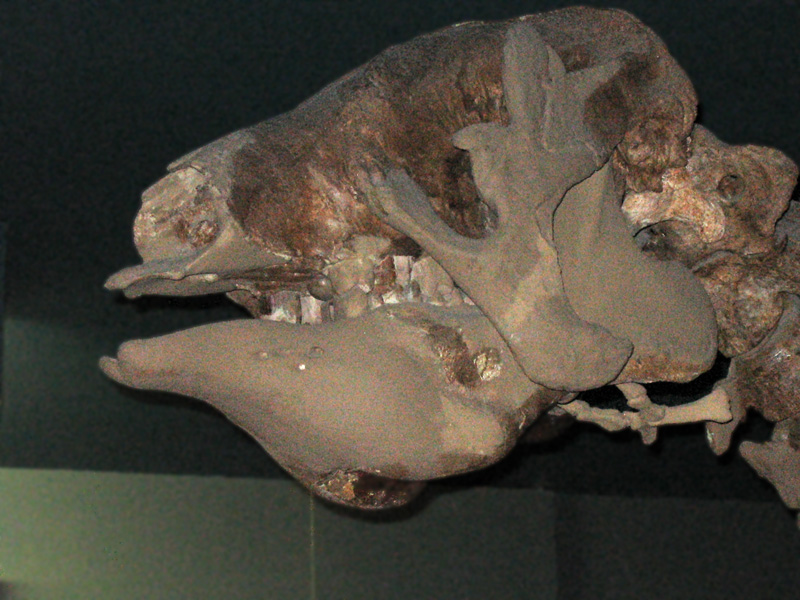
頭骨的近觀

†大地懶科 Megatheriidae Gray, 1821
- †大地懒亚科 Megatheriinae
  - †大地懒族 Megatheriini
    - 亞族 †Prepotheriina
      - 屬 †Proprepotherium
      - 屬 †Planops
      - 屬 †Prepotherium

    - †大地懒亚族 Megatheriina
      - 屬 †Megathericulus
      - 屬 †Promegatherium
      - 屬 †Plesiomegatherium
      - 屬 †Megatheridium
      - 屬 †Pyramiodontherium
      - †大地懶屬 Megatherium
      - †泛美地懶屬 Eremotherium
      - 屬 †Ocnopus
      - 屬 †Perezfontanatherium
- 亞科 †Schismotheriinae
  - 屬 †Hapaloides
  - 屬 †Schismotherium
  - †中新地懶屬 Hapalops
  - 屬 †Pelecyodon
  - 屬 †Parapelecyodon
  - 屬 †Analcimorphus
  - 屬 †Hyperleptus
  - 屬 †Neohapalops
- ?†海懶獸亞科[4]
  - †海懶獸屬